# Chūnagon
Chūnagon (中纳言), às vezes traduzido como Diretor, era um título dado aos Conselheiros do Segundo Escalão do Daijō-kan, no Ritsuryō (sistema governamental feudal japonês).

Recebiam ordens dos Dainagon (Conselheiros do Primeiro Escalão) e organizavam Shōnagon (Conselheiros do Terceiro Escalão). O cargo foi criado em conjunto com o Daijō-kan em 702 , pelo Código Taihō. Ao longo da história, o número de Chunagon variou de três em 705 para quatro em 756, oito em 1015 e dez após essa data. Ele foi abolido em 1871.